# Contea di Longshan
La contea di Longshan (龙山县S, Lóngshān XiànP) è una contea della Cina, situata nella provincia di Hunan e amministrata dalla prefettura autonoma tujia e miao di Xiangxi.